# ATS–1
ATS–1 amerikai alkalmazás-technológiai műhold.

## Küldetés
Kísérleti műhold, mikrogravitációs körülmények között tesztelték a teljes űreszköz indító és beépített (kommunikációs, meteorológiai (felhőkép készítő kamera), navigáció és a működést biztosító kiegészítő) eszközeit, valamint a földi megfigyelési rendszerek üzemképességét.

## Jellemzői
Tervezte, építette és üzemeltette a NASA.
Megnevezései: ATS–1 (Applications Technology Satellite); ATS–B;COSPAR: 1966-110A. Kódszáma: 2608.
1966. december 7-én Floridából, a Kennedy Űrközpontból (KSC), a LC–12 (LC–Launch Complex) jelű indítóállványról egy Atlas–Agena D (SLV-3) hordozórakétával állították közepes magasságú Föld körüli pályára. Az orbitális pályája 1434,50 perces, 12,5 fok hajlásszögű, a geocentrikus pálya perigeuma 35 728 kilométer, az apogeuma 35 783 kilométer volt.
Hengeres felépítésű, átmérője 142, magassága 135 centiméter. Tömege 352 kilogramm. Műszerei részecske, elektromos- és mágneses mező méréseket végeztek. Forgás-stabilizált űreszköz. Az űreszközre kettő napelemet építettek, éjszakai (földárnyék) energia ellátását nikkel-kadmium akkumulátorok biztosították. Az adatátvitelt nyolc darab 150 centiméteres ostorantenna (VHF) biztosította. Az adatátvitel 1970-ig működött. Pályakorrekciók végrehajtásához gázfúvókákkal rendelkezett. 1200 egyirányú vagy 600 kétirányú rádiótelefon-vonalat biztosított.
1983. április 1-jén befejezte aktív működését, passzív űreszközként végzi Föld körüli keringését.